# Ville-Marie (Canada)
Ville-Marie è un comune del Canada, situato nella provincia del Québec, nella regione di Abitibi-Témiscamingue.